# Challenger Concepción
Il Challenger Concepción, conosciuto anche come Dove Men+Care Challenger Legion Sudamericana Concepción per motivi di sponsorizzazione, è un torneo di tennis maschile facente parte del circuito Challenger. Si svolge dal 2021 sui campi in terra rossa del Club de Campo Bellavista a Concepción, in Cile. Dal 2023 si gioca allo Stadio spagnolo di Chiguayante sempre nella stessa città, ed entra a far parte dei  Challenger 100. L'evento è organizzato dal circuito Legión Sudamericana creato dall'ex tennista Horacio de la Peña per garantire maggiori opportunità ai tennisti sudamericani con una serie di tornei che si svolgono in diversi paesi del continente.

## Albo d'oro

### Singolare
| Anno | Campione           | Finalista                  | Punteggio           |
| ---- | ------------------ | -------------------------- | ------------------- |
| 2025 | Emilio Nava        | Nicolás Kicker             | 6–1, 7–6(3)         |
| 2024 | Gonzalo Bueno      | Juan Pablo Ficovich        | 6–4, 6–0            |
| 2023 | Federico Coria     | Timofej Skatov             | 6–4, 6–3            |
| 2022 | Daniel Elahi Galán | Santiago Rodríguez Taverna | 6–1, 3–6, 6–3       |
| 2021 | Sebastián Báez     | Francisco Cerúndolo        | 6–3, 6(5)–7, 7–6(5) |

### Doppio
| Anno | Campioni                         | Finalisti                                | Punteggio             |
| ---- | -------------------------------- | ---------------------------------------- | --------------------- |
| 2025 | Vasil Kirkov Matías Soto         | Seita Watanabe Takeru Yuzuki             | 6–2, 6–4              |
| 2024 | Seita Watanabe Takeru Yuzuki     | Patrick Harper David Stevenson           | 6–4, 7–6(6)           |
| 2023 | Guido Andreozzi Guillermo Durán  | Luciano Darderi Oleg Prihodko            | 7–6(1), 6(3)–7 [10–7] |
| 2022 | Diego Hidalgo Cristian Rodríguez | Francisco Cerúndolo Camilo Ugo Carabelli | 6–2, 6–0              |
| 2021 | Orlando Luz Rafael Matos         | Sergio Galdós Diego Hidalgo              | 7–5, 6–4              |